# Pinka

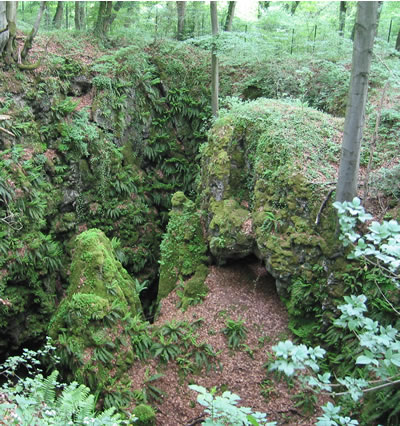
Pinky bývalého železnorudného dolu blízko německého Warsteinu

Pinka (zřejmě z německého die Pinge – propadlina) je reliéfní útvar v krajině vzniklý převážně v důsledku hornické činnosti.
Tyto tvary mohou mít buď pravidelný kruhovitý půdorys (často vznikají nad křižovatkou důlních chodeb), případně eliptický (spojením dvou sousedních pinek kruhovitého půdorysu) nebo nepravidelný (vzniklý rychlým prosednutím, propadnutím nebo zřícením podpovrchových důlních děl)
Rozdíl mezi pinkou a poklesovou propadlinou je pouze kvantitativní a to, že pinky jsou zpravidla plošně nevelké a kratší než 25 m (nejčastěji 6–12 m), hloubka se pohybuje mezi 3 a 5 metry, stěny mají větší sklon.
Pinky se dají dělit na:
- sesedlé: vznikají rychlým sesedáním terénu nad vyrubanými prostorami a mají profil hlubokých pánví nebo až trychtýřů, stěny jsou skloněné, ale ne strmé, na dně pinek leží povrchový materiál a proto zde můžeme najít zbytky původní vegetace, oba typy jak pánvovité tak trychtýřovité mají zaoblené okraje a tímto se podobají závrtům (krasový tvar, okrouhlá deprese)
- provalené: vznikají jednorázově náhlým propadnutím v jediném okamžiku, mají strmé stěny a nenacházíme na nich původní vegetaci
- pinkové tahy: početnější seskupení pinek, kdy jsou pinky seřazeny v liniích
- pinková pole: také pinkoviště, pinky jsou v terénu rozloženy nelineárně

## Známé pinky
- Lomnické pinky
- Pinka v Altenbergu
- Pinky v Jáchymově
- Velká pinka na Komáří hůrce